# دمتون
دمتون (به انگلیسی: Demeton) با فرمول شیمیایی C۸H۱۹O۳PS۲ یک ترکیب شیمیایی است. که جرم مولی آن ۲۵۸٫۳۳۸۴ g/mol می‌باشد. 